# Anna E. Nicholes
Anna E. Nicholes (2 de maig del 1865 - 20 de juliol del 1917) fou feminista, reformadora social, funcionària, sufragista i pertanyent al moviment settlement de Chicago.

## Biografia
Anna E. Nicholes nasqué a Chicago (Illinois), el 2 de maig del 1865.
Es graduà en l'Englewood High School (rebatejada com Englewood Technical Prep Academy) i després en el Rockford College (ara Universitat Rockford), de Rockford (Illinois), al 1886.(2)
Nicholes viatjà de la costa est a l'oest dels Estats Units. En religió, pertanyia a l'Església Presbiteriana Normal Park de Chicago.
Anna E. Nicholes sempre visqué a Chicago. Va morir el 20 de juliol del 1917 a la seua casa de camp prop de Traverse City, Michigan.

## Carrera professional

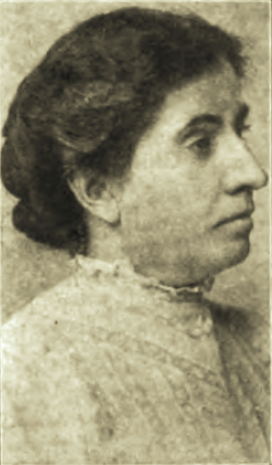
Anna E. Nicholes (1910)

Fou cofundadora i primera directora civil del Club de Dones de Chicago. Era membre del Club de Dones d'Englewood i presidenta del comité industrial de la Federació de Clubs de Dones d'Illinois.(4) També va ser directora d'Associated Charities, districte d'Englewood.
Nicholes era membre de l'Equal Suffrage Association i de la South Side Suffrage Association.
El 1913, Nicholes la triaren per la comissió de servei civil del comtat de Cook, i en fou secretària fins al 1915.(4) Mentre fou comissionada del servei civil del comtat feu una gestió brillant. Va revolucionar l'ocupació pública de la seua època. El 1915, renuncià com a funcionària per a continuar amb el seu treball en l'assentament de Neighborhood House, del qual era cofundadora, i havia estat resident principal durant anys.(4) Fou també directora del Club de Dones de Neighborhood House.
Fou una de les primeres persones de la ciutat a fomentar l'associació de dones obreres.(4) Fou tresorera de la Lliga de Consumidors, i secretària de la Woman's Trade Union League of Illinois. Durant un temps, Nicholes fou directora del departament de dones de l'Union Labor Advocate, una publicació mensual feminista i laboral publicada a Chicago des del 1901.
Fou presidenta de l'Associació d'Antics Alumnes del Rockford College i durant sis anys membre de la Junta de l'Associació del Chicago Rockford College.

## Obres seleccionades
Mentre visqué en Neighborhood House Chicago, Nicholes publicà aquestes obres: 
- Nicholes, Anna E., " From School to Work. A Study of the Central Office for issuing Child Labor certificates (De l'escola al treball. Estudi de l'Oficina Central d'Expedició de Certificats de Treball Infantil)”. Reimpressió de Commons emesa per la Branca d'Illinois de la Lliga de Consumidors.
- Nicholes, Anna E., " Votes and Wages for Women (Vots i salaris per a les dones)". Emés per l'Associació d'Igualtat de Sufragi d'Illinois.